# 1999 CV121
1999 CV121 är en asteroid i huvudbältet som upptäcktes den 11 februari 1999 av LINEAR i Socorro County, New Mexico.
Asteroiden har en diameter på ungefär 9 kilometer.